# Pont-en-Royans
Pont-en-Royans är en kommun i departementet Isère i regionen Auvergne-Rhône-Alpes i sydöstra Frankrike. Kommunen ligger i kantonen Pont-en-Royans som tillhör arrondissementet Grenoble. År 2022 hade Pont-en-Royans 809 invånare.

## Befolkningsutveckling
Antalet invånare i kommunen Pont-en-Royans
Referens:INSEE